# Времето лети (сериал)
„Времето лети“ (на турски: Öyle Bir Geçer Zaman Ki) е турски драматичен телевизионен сериал.

## Сюжет

### Сезон 1
Действието на сериала се развива през 1967 г. и се върти около семейство Акарсу. Али Акарсу е патриарх на семейството и работи като моряк и капитан на кораб. Той е женен за Джемиле и имат 4 деца: Берин (студентка по право в Истанбулския университет), Айлин и Мете, които са гимназисти, както и 5-годишния син Осман. Когато Али отива на едно от многото си пътувания, той започва афера с холандка на име Каролин и това води до разпадането на семейство Акарсу. Когато Каролин идва в Турция неканена, Джемиле я наранява с нож и отива в затвора. Каролин е хоспитализирана. Там тя определя условията си: Али трябва да се разведе с Джемиле, за да може Каролин да свали обвинения срещу Джемиле и да я освободи от затвора. Каролин се мести при Али. Джемиле и децата са изгонени от къщата си и са без пари. Али оставя Джемиле и децата да живеят в недовършената къща в Зейтинли, като същевременно поставя пречки на Джемиле да си намери работа. Въпреки това майката на Али – Хасефе подкрепя Джемиле изцяло и ѝ помага ежедневно.
Мете, най-големият син, запалва къщата и Али отказва да плаща издръжка на Джемиле с извинение за възстановяване на къщата. Мете попада в затвора за палеж и е бит в затвора. Али настоява по-малкият син Осман да живее с него и Каролин, за да свали обвиненията срещу Мете и да го освободи. Осман е малтретиран от Каролин и почти се удавя в морето, докато Али отлага. За щастие познатият на Али „Рибарят“ вижда детето във водата и спасява Осман. Осман се връща да живее при майка си поради невъзможността на Али да се грижи за момчето. Там цъфти семейното приятелство с „Рибаря“. Той се влюбва в Джемиле и я моли да се омъжи за него. Али лудо ревнува и обещава да го убие, ако не се отдръпне.
Междувременно Айлин, средната дъщеря, отчаяна от живота си в бедност, се съгласява да се омъжи за Мурат, брат на мъжа, в когото е влюбена – Сонер Талашоолу. Тя подписва и предбрачен договор, където е записано, че ще забогатее едва след смъртта на Мурат, който е болен от нелечимо заболяване, което го прави неспособен да ходи и да поддържа брачните си задължения в леглото. Другата сестра Берин, студентка в университета, се влюбва в Ахмет, член на студентското марксистко движение, докато друг студент, Хакан, син на богат човек от дясното крило, е отчаяно влюбен в нея. Майката на Ахмет е простреляна случайно от куршума, който е трябвало да убие Ахмет от убиеца, нает от Екрам, бащата на Хакан. Хакан взема оръжието и Ахмет започва да търси отмъщението, вярвайки, че Хакан е убил майка му. Когато истината се разкрива, Ахмет убива убиеца и ранява Екрам. Берин крие Ахмет, но полицията го намира и арестува. Хакан му помага да избяга в чужбина, но на висока цена – Берин трябва да се омъжи за него.
Мете се влюбва в учителката си по музика Инджи, която му е помагала много пъти, тя го насърчава да свири на китара. Той и групата му участват в музикално състезание и стават победители. Те правят албум, който става успешен. Инджи се омъжва за годеника си, но съжалява, защото съпругът ѝ не е добър човек. Тя се разболява сериозно от рак и умира с Мете на нейна страна. Междувременно Али и Каролин се женят. Старият партньор на Каролин, крадец на име Екбер, се появява в Турция и заедно организират измама, за да лишат банковата сметка на Али. Едно нещо води до друго, Али губи всичко освен пенсията и къщата. Джемиле не иска да се омъжи за Рибаря, защото научава историята на живота му. Казва се Хикмет Карджъ и е богат производител, напуснал заможния си начин на живот поради семейна трагедия. Джемиле също открива, че бившата му съпруга е в крехко душевно състояние и не иска да навреди на тази жена, на име Селма, като се омъжи за Рибаря. Али, все още ревнив и разбит, катастрофира лодката на ресторанта, която Каролин е продала, за да му отмъсти. Полицията издирва Али. Няколко дни по-късно той изнасилва Джемиле.
Скоро Али с угризения на съвестта моли Джемиле да го убие. Полицията се появява и арестува Али за катастрофата на лодката. Джемиле страда мълчаливо, докато се появяват симптомите на бременността. Сонер плаща и Али излиза от затвора. Али моли Джемиле да задържи бебето. Тя има вътрешно кървене и е хоспитализирана с цялото семейство до нея и Али ѝ дава кръв. Там всички научават, че Джемиле е бременна, а Али е бащата. Каролин също е бременна и обявява това на Али. Сега Али казва на Джемиле да абортира бебето. Джемиле абортира бебето и след това се съгласява да се омъжи за Рибаря. Селма и Джемиле стават приятели, психическото състояние на Селма се нормализира след прекарване на време с малкия Осман. На сватбената вечер Джемиле и Хикмет се женят. Всички са доволни и изведнъж се появява Али и застрелва Хикмет. Той е решен да убие Джемиле и след това да се самоубие, но майка му Хасефе го прострелва с пистолета, който Ахмет е оставил в къщата, осакатявайки Али и спасявайки живота на Джемиле.

### Сезон 2
Събитията от сезон 2 се развиват две години след сезон 1. Най-малкият син на капитан Али и Джемиле, Осман е започнал основно училище и се е влюбил в момиче на име Гюлден. Въпреки това, техният учител, който също е учител на Мете в гимназията, изглежда винаги наказва малкия Осман заради предполагаемата му палавост. Капитан Али е освободен от затвора след „Генералското помилване“. Излизането от затвора обаче не означава почти нищо за него, като се има предвид новият му начин на живот, беден и нещастен, отчасти поради това, че е изнасилил Джемиле, бившата си съпруга, и се кара с децата си, а също така е ограбен и измамен от Каролин.
Джемиле Карджъ вече има наследство от Хикмет Карджъ. Това слага край на нейната и на децата ѝ борба за парите. Когато партньорът ѝ в собствеността на Harcı Triko A. Ş се омъжва за ненадежден и хитър мъж, тя решава да се включи в управлението на компанията. След доста кратко време съпругът на име Кенан демонстрира истинската си личност, причинявайки драстични промени за бъдещето на компанията. Междувременно Мете Акарсу става известен благодарение на свиренето на китара, писането на песни и пеенето. От време на време се изявява с приятелите си в известно казино. Въпреки че славата му се увеличава всеки ден, Мете не може да забрави починалата си първа любов: професор Инджи, неговата учителка по музика в гимназията. Това е подчертано от това, че той все още носи снимка, изобразяваща красивата проф. Инчи. И все пак, вместо най-накрая да я пусне, Мете започва да излиза с момиче, което много прилича на първата му любов. Въпреки че на пръв поглед изглежда щастлив, Мете скоро си признава, че се е заблуждавал и лъгал сърцето си през цялото време. За съжаление Мете продължава да страда от загубата на Инджи, докато не среща друго момиче, Нихал, което леко намалява болката му от смъртта на първата му любов. Айлин Акарсу поддържа връзка със Сонер, въпреки че не се виждат и не говорят помежду си.
След известно време той се връща от Лондон и прекарва време, докато се мотае с Айлин и брат му, който сега е съпруг на Айлин. Айлин бяга и решава, че не може да продължи да бъде омъжена за съпруга си, който е в инвалидна количка, и отчаяно иска да се омъжи за единствения мъж, когото наистина обича: Сонер, братът на съпруга си. Сонер, който очевидно споделя същата привързаност към нея, я разочарова, след като по-малкият му брат се самоубива. Айлин никога не открива това и се травмира. Берин Акарсу, най-голямото дете на капитан Али и Джемиле, е омъжена за богат човек на име Хакан и заедно имат бебе на име Зехра. Заради „Генералното помилване“ Ахмет, човекът, който изпитва най-силна любов към Берин, има разрешение да влезе в Турция. Кенан и Али се сблъскват на кораб. Кенан случайно стреля по тръба и Али го нокаутира. Али успява да избяга от кораба, но Кенан умира, когато той експлодира. Но не всичко е добре за Али и той се чувства виновен за миналото си. Той се самоубива, като се удавя в морето, защото знае, че Джемиле никога няма да му прости. Джемиле изпада в истерия, когато разбира това и когато знае, че е твърде късно да спаси Али, тя отива в болницата, за да види Айлин (сега омъжена за Сонер), където Джемиле разбира, че Айлин е починала при раждане.

### Сезон 3
Изминали са няколко години от миналия сезон. Али Акарсу се самоубива в края на сезон 2, като влиза в морето, така че най-възрастният мъж от семейството, Мете Акарсу, започва да поема все повече и повече отговорности. Среща се и с Айча. Когато музикалната му група се разпада, животът му се влошава, но скоро той разбира, че Айча го обича. Айча също е човек, когото Осман обича. Тя ходи в една гимназия с Осман. Ключът на сезона е главното събитие, Военният преврат, който променя съдбата на Турция. По това време Осман, главният герой, е пораснал и е ученик в гимназията. Въпреки че се опитва да се държи далеч от политически битки и дискусии, Осман се присъединява към социалистическа група. В този сезон животът на Осман се променя заради Ариф (станционер на областта). Айлин умира при раждане, оставяйки Сонер в скръб заедно с дъщеря им. Сонер е депресиран и решава да напусне Турция и да отиде в Лондон. Най-добрият му приятел Сюлейман и Джемиле настояват той да остане в Истанбул, за да може Сонер да се погрижи за дъщеря си Дениз Йълдъз Талашоулу.
Берин се омъжи за Ахмет и икономическото им положение е стабилно. Те живеят с дъщерята на Берин, Зехра, която не знае, че Ахмет не е биологичният ѝ баща. Хакан е освободен от затвора, след като е обвинен, че е застрелял баща си. Той е депресиран и се чувства самотен и започва да наблюдава тайно дъщеря си. Екрам, бащата на Хакан, отвлича Зехра след училище и той ѝ казва горчивата истина. Зехра е шокирана, когато научава, че Хакан е нейният биологичен баща и се ядосва на Берин, че не ѝ е казала, и решава да живее с истинския си баща. Хакан е развълнуван и вече не е самотен. Скоро обаче Зехра е диагностицирана с бъбречна недостатъчност. Лекарят казва на семейството, че тя се нуждае от диализа всеки ден, докато не бъде извършена бъбречната трансплантация. Екрам завежда Зехра в дома си и решава да я задържи там, докато се възстанови въпреки неодобрението на майка си. Така Хакан решава да живее с баща си и Каролин, съпругата на Екрам и бившата любовница и съпруга на капитан Али. Тогава Каролин е тествана, за да види дали може да дари за Зехра и резултатът е положителен. Тя обаче обещава да даде бъбрека си, ако Хакан се ожени за нея, защото е богат. Първоначално Хакан не харесва това, но след това иска да покаже каква всъщност е Каролин. Хакан започва да убеждава Каролин и започва да ходи на срещи с нея. След като най-накрая има планове да се ожени, Хакан казва на Каролин да дойде в хотел в Измир, но също така кани някой друг: баща му Екрам. Екрам вижда това и се разболява сериозно. Накрая Бахар (бавачка на Дениз) става донор за Зехра, което вбесява Каролин.
Междувременно се появява врагът на Ариф, Тугрул. Твърди се, че той е братът, когото Ариф убива още през социалистическите си дни. Той си отмъщава, като убива дъщерята на Ариф и отвлича самите Мете и Ариф. Той ги завежда в изоставено имение, където много затворници са измъчвани до смърт. Тугрул използва тази възможност, за да се опита да накара Джемиле да стане негова съпруга и да ѝ каже, че Ариф уж е мъртъв. Джемиле се съгласява с това, без да знае истината, но първо сключва сделка, връщат ѝ Мете. Тугрул се съгласява, но все пак измъчва Мете. Скоро Тургул е убит. Екрам нарежда Ахмет да бъде убит, което се случва успешно. Берин е бременна от него. Мете и Айча започват да се срещат отново. Хакан и Берин започват да се срещат отново, Берин ражда второто си дете, което е момче. Сонер се жени за Бахар в последната сцена. Те чакат да им се роди дете. След много години Осман пише история за семейството си и телевизията започва да снима сериал.

## Излъчване
| Сезон | Сезон | Епизоди | Начало на сезона  | Край на сезона | Всички епизоди | ТВ сезон    | ТВ канал | Дата и час      |
| ----- | ----- | ------- | ----------------- | -------------- | -------------- | ----------- | -------- | --------------- |
|       | 1     | 38      | 14 септември 2010 | 21 юни 2011    | 1 – 38         | 2010 – 2011 | Kanal D  | вторник (20:00) |
|       | 2     | 41      | 6 септември 2011  | 19 юни 2012    | 39 – 79        | 2011 – 2012 | Kanal D  | вторник (20:00) |
|       | 3     | 41      | 4 септември 2012  | 18 юни 2013    | 80 – 120       | 2012 – 2013 | Kanal D  | вторник (20:00) |

## Излъчване в България
| Сезон | Сезон | Епизоди | Начало на сезона  | Край на сезона      | Всички епизоди | ТВ сезон       | ТВ канал | Дата и час                 |
| ----- | ----- | ------- | ----------------- | ------------------- | -------------- | -------------- | -------- | -------------------------- |
|       | 1     | 96      | 9 юли 2012 г.     | 27 юни 2013 г.      | 1 – 96         | 2012 – 2013 г. | bTV      | всеки делничен ден (20:00) |
|       | 2     | 98      | 17 март 2014 г.   | 8 август 2014 г.    | 97 – 195       | 2014 г.        | bTV      | всеки делничен ден (18:00) |
|       | 3     | 90      | 11 август 2014 г. | 16 декември 2014 г. | 196 – 286      | 2014 г.        | bTV      | всеки делничен ден (18:00) |

## Актьорски състав
- Еркан Петеккая – Али Акарсу (мъртъв); съпруг на Джемиле;капитан на кораб (1-79);
- Айча Бингьол – Джемиле Акарсу;първа съпруга на Али;шивачка;(1-120);
- Вилма Елес – Каролин Акарсу;втора съпруга на Али;банкерка;(1-120);
- Мухамет Узунер – Ариф Йоджел;втори съпруг на Джемиле;продавач;(80-120);
- Емир Берке Зинджи – Осман Акарсу (сезони 1 – 2) (дете);син на Али и Джемиле;ученик;(1-79);
- Гюн Копер – Осман Акарсу (сезон 3);син на Али и Джемиле;писател;(80-120);
- Йълдъз Чааръ Атиксой – Берин Акарсу- дъщеря на Али и Джемиле;адвокатка;(1-120);
- Арас Булут Йенемли-Мете Акарсу;син на Али и Джемиле;музикант;(1-120);
- Фарах Зейнеп Абдуллах – Айлин Акарсу (мъртва); дъщеря на Али и Джемиле; ученичка;(1-79);
- Мерал Четинкая – Хасефе Акарсу;майка на Али;свекърва на Джемиле; пенсионерка;(1-120);
- Мете Хорозоолу – Сонер Талашоолу; съпруг на Айлин;бизнесмен;(2-120);
- Реджеп Ренан Билек;Сюлейман; приятел на Сонер;секретар;(8-120);
- Салих Бадемджи – Хакан Татлъоолу; първи съпруг на Берин;адвокат;(1-120);
- Толга Гюлеч – Ахмет Ташер (мъртъв); втори съпруг на Берин;политик;(1-106);
- Мине Тугай – Бахар;втора съпруга на Сонер;учителка по балет;(80-120);
- Мехмет Гьоркан – Кемал Акарсу;съпруг на Нериман;митничар;(1-120);
- Зейно Ераджар – Нериман Акарсу; съпруга на Кемал;домакиня;(1-120);
- Ягъз Джан Конялъ – Айдън Улуч (мъртъв);приятел на Осман;ученик;(80-88);
- Ариф Пикин – Халит Улуч;баща на Айдън;безработен;(80-120);
- Нилпери Шахинкая – Месуде Акарсу; дъщеря на Нериман и Кемал;студентка;(1-120);
- Дила Акбаш – Айтен;приятелка на Берин; адвокатка;(1-79);
- Серджан Бадур-Неджати Муздарип; приятел на Мете;музикант;(1-79);
- Симай Кючюк – Мерал Ташер (мъртва); майка на Ахмет;журналистка;(1-25);
- Йелиз Куванджъ – Инджи Гюнай (мъртва); учителка на Мете;учителка по музика;(1-38);
- Орхан Алкая – Хикмет Карджъ (мъртъв); ,,съпруг" на Джемиле;рибар/бизнесмен;(1-38);
- Шенай Айдън – Амина Ташер; съпруга на Ахмет;безработна;(8-38);
- Ахмет Аръман – Баккал;съсед;продавач;(1-120);
- Суат Ергин – Манав; съсед;продавач;(1-120);
- Енес Атъш – Митат (мъртъв);брат на Айча;безработен;(80-95);
- Ниса Мелис Телли – Дениз Талашоолу (дете);дъщеря на Сонер и Айлин; ученичка;(80-120);
- Мина Нур Каймас – Зехра Татлъоолу (дете);дъщеря на Берин и Хакан; ученичка(80-120);
- Осман Карагьоз – Мурат Талашоолу (мъртъв);съпруг на Айлин;инвалид;(11-55);
- Гюлизар Ърмак – Селма Четин;съпруга на Кенан;безработна;(23-79);
- Хюсеин Авни Данял – Кенан Четин (мъртъв);съпруг на Селма;бизнесмен;(39-79);
- Фуркан Сентюрк – Мустафа Акарсу;син на Али и Каролин;ученик;(80-120);
- Серхат Йозджан – Турул (мъртъв);братовчед на Ариф;полицай;(100-120);
- Ебру Хелваджиолу – Бетюл;съпруга на Митхат;безработна;(80-120);
- Едже Чешмиолу – Айча;сестра на Митхат;ученичка;(80-120);
- Анъл Илтер – Седат;съпруг на Инджи; безработен;(1-38);
- Толга Саръташ – Мерт;съученик на Айлин;ученик;(18-19);
- Елчин Сангу – Жале;приятелка на Мете; певица;(39-49);

## В България
В България сериалът започва на 9 юли 2012 г. по bTV и завършва на 27 юни 2013 г. Втори, а след него и трети сезон са пуснати от 17 март 2014 г. и завършва на 16 декември. На 12 октомври 2015 г.започва повторение на първи и втори сезон по BTV Lady, което завършва на 1 април 2016 г. На 2 април 2018 г. започва повторно излъчване на трети сезон и завършва на 30 юни. Повторенията са по bTV Lady. От 164 епизод до края на сериала дублажът е на студио Медиа Линк. Ролите се озвучават от Лиза Шопова, Елена Русалиева, Десислава Знаменова, Даниел Цочев и Симеон Владов.